# Велико-Вуковє
45°31′ пн. ш. 16°53′ сх. д. / 45.51° пн. ш. 16.88° сх. д.
Велико-Вуковє (хорв. Veliko Vukovje) — населений пункт у Хорватії, у Б'єловарсько-Білогорській жупанії у складі міста Гарешниця.

## Населення
Населення за даними перепису 2011 року становило 251 осіб.
Динаміка чисельності населення поселення: